# De Telegraaf
De Telegraaf ("O Telégrafo", em holandês) é o maior jornal de circulação diária (matinal) dos Países Baixos, com uma média de aproximadamente 800.000 exemplares por dia. A sede do jornal localiza-se na capital do país, Amsterdã.
O Telegraaf é de propriedade do Telegraaf Media Groep, que também publica outro jornal diário, gratuito, Sp!ts (Spits, que em holandês pode significar "hora do rush" e "ponta").

## Conteúdo editorial
Este jornal de circulação nacional contém diversos artigos que podem ser considerados "sensacionalistas", além de notícias relacionadas a esportes, além de uma ou mais páginas que são fornecidas pela revista de fofocas Privé. A cobertura econômica, no entanto, tende a ter um tom mais sério. Politicamente o jornal é conservador, e diversos editoriais apoiaram as opiniões do falecido Pim Fortuyn, assassinado por suas posições políticas.

## História
De Telegraaf foi fundado pelo jonkheer Henry Tindal, que também lançou simultaneamente outro jornal, De Courant ("A Gazeta"). O primeiro número foi impresso a 1 de janeiro de 1893. O primeiro redator-chefe foi A. L. H. Obreen, que abandonou o cargo em 1899, alegando que muito dinheiro teria sido desviado do jornal para as aventuras improváveis de Tindal no mundo dos negócios (em especial com a purificação da água pelo ozônio, pelo qual ele recebeu crédito após a morte). O sucesso de Obreen foi W. F. Andriessen, clérigo menonita que, juntamente com a diretora Amy Groth-Twiss (co-financeira do jornal e confidente de Tindal), foi responsável por montar uma campanha na imprensa a favor de Paul Kruger e de sua Guerra dos Bôeres, na África do Sul, contra os ingleses.
Com a morte de Tindal, em 1902, e a partida de Andriessen e Groth-Twiss, o impressor Hak Holdert, com o apoio financeiro de diversos investidores, assumiu o controle dos dois jornais. Sobretudo para o Courant a mudança administrativa foi positiva; a tal ponto que em 1923 o próprio Holdert pôde comprar as duas publicações. As mudanças no jornal ilustraram as mudanças ocorridas no espírito da época; Tindal, Andriessen e Groth-Twiss eram representantes de um espírito criativo e otimista, numa era de visionários, do surgimento de movimentos como o feminismo e a descoberta de culturas e religiões não-ocidentais. Com o início do século XX este otimismo foi sufocado e esmagado pelos horrores das guerras mundiais e dos sistemas totalitários do fascismo e do comunismo. Holdert foi representante deste novo espírito, ao associar seus interesses financeiros ao populismo e ao oportunismo político. Em 1914, pouco antes da Primeira Guerra Mundial, por exemplo, o jornal, que sempre havia sido pró-alemão, passou a ser praticamente um porta-voz para os franceses e a Entente ao descobrir que os Países Baixos não poderiam permanecer neutros no conflito. Holdert adicionou a frase Amsterdamsche Courant ("correio amsterdamês") como subtítulo do Telegraaf, e Het Nieuws van den Dag ("As notícias do dia") do Courant. J. C. Schroeder era o editor, porém na prática o novo diretor trabalhava como editor-chefe e tinha em suas mãos todas as rédeas. Já antes da Primeira Guerra o grupo de Holdert era maior companhia do país em circulação de exemplares; antes da Segunda Guerra Mundial possuía mais de 20% do mercado neerlandês.

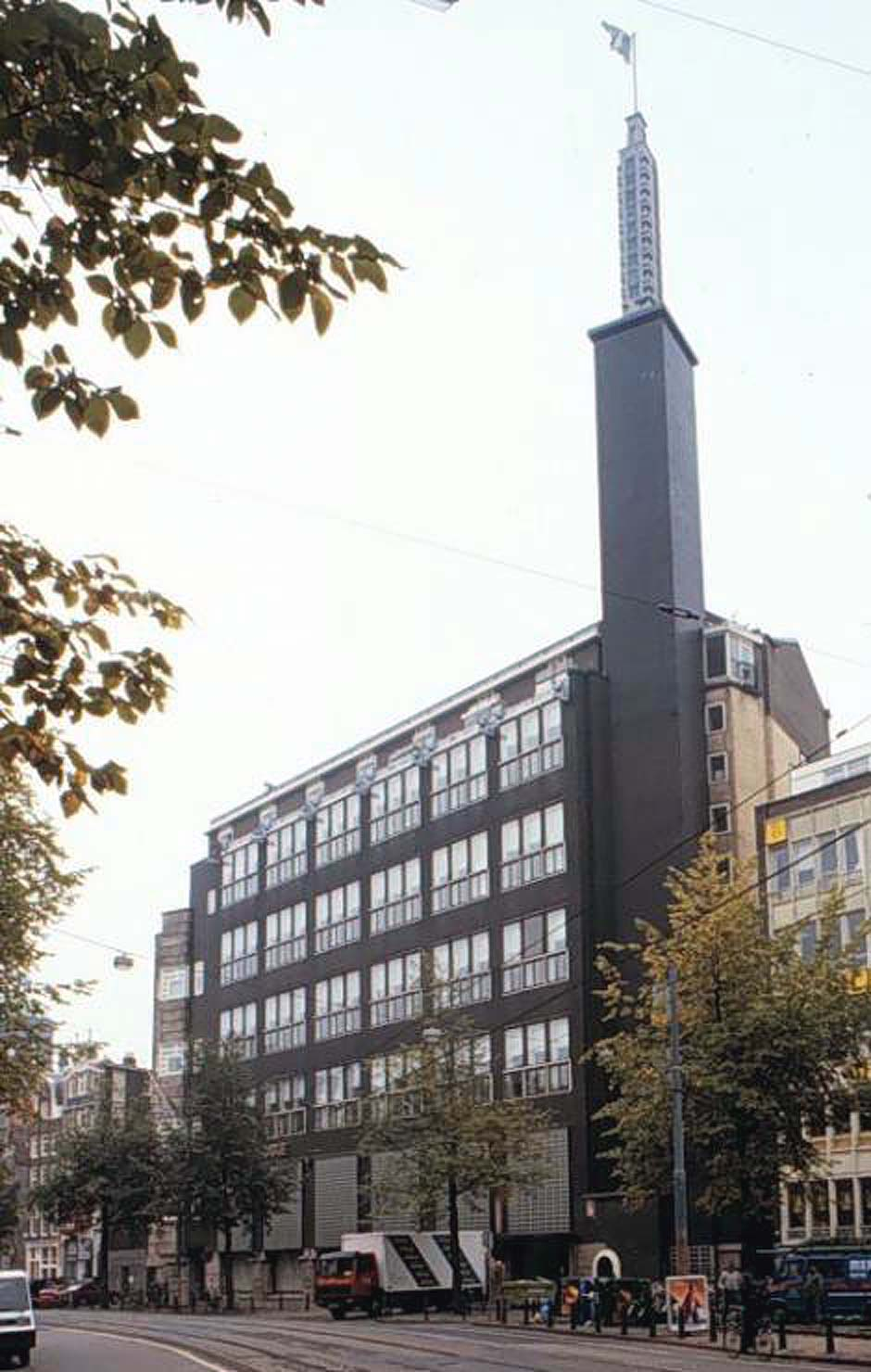
Antiga sede do Telegraaf, no bairro de Nieuwezijds Voorburgwal, em Amsterdã.

Em 1926 iniciou-se a construção de uma nova sede para o jornal no bairro de Nieuwezijds Voorburgwal, projetado pelos arquitetos J.F. Staal e G.J. Langhout, que foi inaugurado em 1930. O edifício é célebre por ter sido atacado (e parcialmente destruído) por trabalhadores da construção civil durante um protesto que ficou conhecido como as "Revoltas Telegraaf" Também em 1930 Holdert comprou as ações do último acionista vivo da empresa, tornando-se o único proprietário do grupo e passando a ser o único 'magnata da imprensa' que os Países Baixos já conheceram.

### Primeira Guerra Mundial
Durante a Primeira Guerra Mundial, quando os Países Baixos ainda mantinham uma posição neutra no conflito, o De Telegraaf escolheu, de maneira veemente, o lado da Inglaterra, da França e da Rússia, contra a Áustria e a Alemanha. O governo neerlandês tentou silenciar o jornal através de diversos processos criminais, nos quais eventualmente foi absolvido. O editor do jornal, por exemplo, foi preso em 4 de dezembro de 1915, após ter feito comentários sobre o comércio de contrabando na fronteira com a Alemanha, sendo inocentado e solto em 21 de dezembro do mesmo ano.

### Segunda Guerra Mundial
Em junho de 1940 Holdert, através de seu filho, Hakkie Holder Jr., entrou em contacto com o ativista político nacional-socialista neerlandês Carolus Huygen, que foi designado em setembro do mesmo ano secretário-geral do partido nacional-socialista neerlandês por Anton Mussert (líder do partido, o Movimento Nacional Socialista nos Países Baixos, o NSB). Através de Huygen, Holdert conseguiu o apoio de Mussert aos seus esforços de não cair nas mãos dos alemães; para isto, foi obrigado a pagar 25.000 florins (quantia que, convertida para os valores de 2005, equivaleria a 170.000 euros), para a fabricação de uniformes da NSB, além de uma "mesada" para Huygen de 1.000 florins (2005: € 6,900), que posteriormente passou para f 1,500 (2005: € 9,000). Isto garantiu a Holdert o apoio da NBS.
No meio de 1942 o editor-chefe do jornal, J. M. Goedemans, foi demitido por ordens do prof. Tobie Goedewaagen, então secretário-geral do Departamento de Informação e Artes do Povo Nacional-Socialista. Goedemans havia feito, num artigo sobre a Guerra dos Oitenta Anos, feito uma comparação entre a oposição que existia então ao governo de ocupação na Espanha, e a atual oposição aos ocupantes alemães. Goedewaagen alegou que Goedemans estaria propagando a simpatia pela resistência ao governo, e demitiu-o após 35 anos de serviço; à atitude negativa do jornal a respeito da situação política dos Países Baixos na Primeira Guerra Mundial somou-se esta crítica à ocupação. O Telegraaf também foi punido como uma multa (posteriormente revogada) de 10.000 florins (2005: € 69,000). Goedemans foi sucedido por J. C. Fraenkel, que - para desgosto das forças de ocupação alemãs - decidiu continuar com a política de seu antecessor. Sob grande pressão do Reichskommisariat, Fraenkel acabou concordando com a colocação de artigos dos quais discordava, como antissemitas e relatórios do front de guerra feitos pela SS. Após a morte de Holdert, em julho de 1944, e a demissão de Fraenkel em outubro do mesmo ano, o Telegraaf passou inteiramente para as mãos de Holdert Jr. e seus capangas da SS.
Durante o período da Segunda Guerra as oficinas do Telegraaf foram usadas para publicar jornais pró-alemães, como o Deutsche Zeitung in den Niederlanden.

#### Pós-guerra
A Comissão para o Expurgo da Imprensa determinou que Holdert havia conseguido preservar seus jornais através de atos de puro egoísmo, como vincular-se ao inimigo, financiar seus cúmplices e implementar propaganda inimiga nociva. O veredito da comissão foi a proibição da publicação do jornal por 30 anos; esta proibição eventualmente foi levantada em 1949. Durante este período dos jornais Trouw e Het Parool, ambos de oposição, foram publicados nas oficias do Telegraaf.
Embora o Telegraaf tenha pouco do que se orgulhar durante os anos da ocupação, deve-se notar que a política editorial de Goedemans e, em menor escala, de Fraenkel, com o apoio Holdert anteriormente, apontou para uma aspiração de resistir às más influências, pelo tempo que se julgou possível, contra a capitulação e a servidão, como tantos alegaram e mesmo provaram. Como um responsável pela publicação do jornal, Holdert não se comportou de maneira fundamentalmente diferente de seus colegas, e mesmo que ele tenha - mais do que os outros - sido motivado por egoísmo, este seu desejo, de qualquer maneira, não levou a um grande aumento no número de assinantes e de renda, como ocorreu com quase todos os outros jornais. O número de assinantes durante o período de 1940-45 permaneceu significantemente abaixo o número da década anterior, enquanto o Courant registrou um pequeno aumento no número de assinantes.
Alguns membros do Comitê para a Purificação da Imprensa foram apontados como ligados de alguma maneira a antigos jornais ilegais que haviam se posicionado veementemente contra o retorno do Telegraaf, ou até mesmo eram uma parte interessada na disputa política e econômica ocorrida simultaneamente acerca da decisão sobre a sede do Telegraaf; nestes conflitos de interesse, seguramente rivalidades pessoais e de natureza econômica tiveram um papel importante.